# فو فان كيت
فو فان كيت (بالفيتنامية: Võ Văn Kiệt)‏ (و. 1922 – 2008 م) هو سياسي، من فيتنام، توفي في سنغافورة، عن عمر يناهز 86 عاماً، بسبب ذات الرئة.

## مناصب
تولى منصب رئيس وزراء فيتنام، ونائب رئيس وزراء فيتنام ‏، وعضو الجمعية الوطنية الفيتنامية.

## جوائز
حصل على جوائز منها:
- نيشان النجمة الذهبية
- نيشان خوسيه مارتي.

| المناصب السياسية | المناصب السياسية                                      | المناصب السياسية |
| ---------------- | ----------------------------------------------------- | ---------------- |
| سبقه دو مويويي   | رئيس وزراء فيتنام (5) 24 سبتمبر 1992 - 25 سبتمبر 1997 | تبعه فان فان خاي |
| سبقه             | رئيس وزراء فيتنام 8 أغسطس 1991 - 24 سبتمبر 1992       | تبعه             |
| سبقه             | نائب رئيس وزراء فيتنام 23 أبريل 1982 - 8 أغسطس 1991   | تبعه فان فان خاي |

## روابط خارجية
- فو فان كيت على موقع مونزينجر (الألمانية)
- فو فان كيت على موقع إن إن دي بي (الإنجليزية)